# Gelis alopecosae
Gelis alopecosae là một loài tò vò trong họ Ichneumonidae.